# Diecéze Mogadišo
Diecéze Mogadišo (latinsky Dioecesis Mogadiscensis) je jediná římskokatolická diecéze v Somálsku, která je bezprostředně podřízena Svatému Stolci. Biskupským sídlem je město Mogadišo se zničenou katedrálou P. Marie Utěšitelky. Od roku 1989 je diecéze vakantní a svěřena do administrace biskupovi džibutskému.

## Stručná historie
Apoštolská prefektura Benadir byla zřízena 21. ledna 1904. Papež Pius XI. ji dne  15. prosince 1927 povýšil na apoštolský vikariát. Roku 1975 byl vikariát povýšen na diecézi. V roce 1989 byl biskup Pietro Salvatore Colombo zavražděn před katedrálou a již nebyl jmenován jeho nástupce: diecéze je svěřena jako administrátorovi vždy aktuálnímu biskupovi džibutskému.